# Refuge du Lac du Lou
De Refuge du Lac du Lou is een berghut in Les Belleville, in het Franse departement Savoie. Ze ligt aan Lac du Lou in het Vanoisemassief van de Alpen, op 2035 meter boven zeeniveau.
De berghut wordt uitgebaat van midden december tot eind april (het wintersportseizoen) en van midden juni tot midden september. Gasten kunnen er eten en overnachten. De berghut en het meer zijn in de zomermaanden te voet bereikbaar vanaf Les Menuires, Val Thorens of tijdens meerdaagse wandelingen door het hooggebergte. In de wintermaanden is ze bereikbaar vanaf Les Menuires of Val Thorens met sneeuwschoenen of tourski's. Off-pisteskiërs kunnen er geraken vanaf Pointe de la Masse, Boismint of Cime de Caron.
In 2016 werd een nieuwe berghut gebouwd. De oorspronkelijke hut werd gerenoveerd en behouden als slaapzaal.

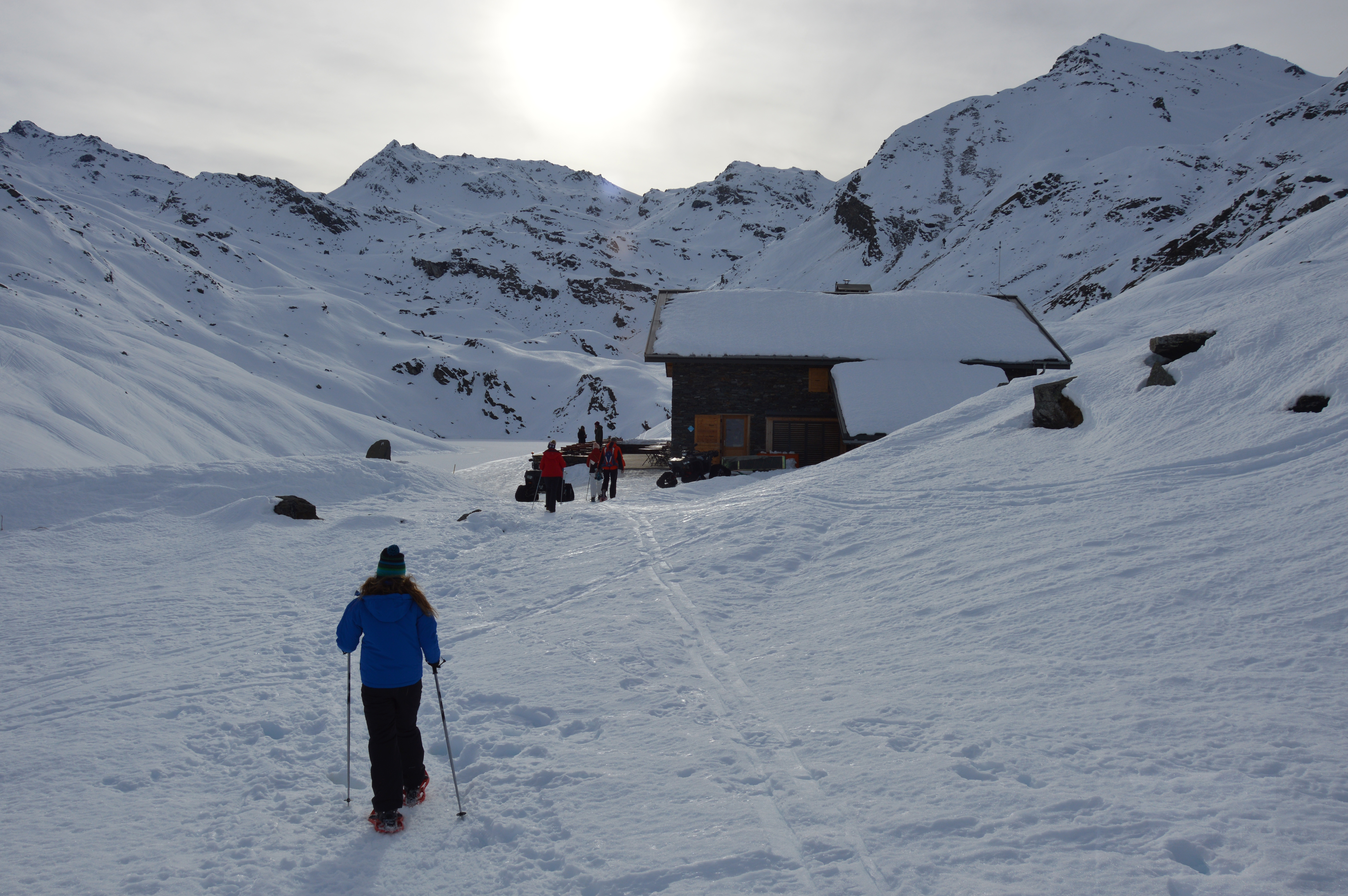
Ligging aan Lac du Lou